# Dethiosulfovibrio peptidovorans
Dethiosulfovibrio peptidovorans è una specie di batterio appartenente alla famiglia delle Syntrophomonadaceae.